# Simeon Peak
Simeon Peak är en bergstopp i Antarktis. Den ligger i Sydshetlandsöarna. Argentina, Chile och Storbritannien gör anspråk på området. Toppen på Simeon Peak är 1 024 meter över havet.
Terrängen runt Simeon Peak är kuperad åt sydväst, men åt nordost är den bergig. Havet är nära Simeon Peak åt sydost. Trakten är glest befolkad. Närmaste befolkade plats är St. Kliment Ohridski Base, 9,6 kilometer nordväst om Simeon Peak. 